# Romênia na Universíada de Verão de 2021
A Romênia participou da Universíada de Verão de 2021, que aconteceu em Chengdu, na China, entre 28 de julho e 8 de agosto de 2023.
Foram 40 atletas — 24 masculinos e 16 femininos — em cinco modalidades olímpicas.

## Competidores
Estas foram as modalidades e atletas que disputaram a edição:
| Esporte           | Masculino | Feminino | Total |
| ----------------- | --------- | -------- | ----- |
| Atletismo         | 3         | 0        | 3     |
| Basquetebol       | 12        | 11       | 23    |
| Ginástica rítmica | 0         | 1        | 1     |
| Natação           | 6         | 0        | 6     |
| Tênis de mesa     | 3         | 4        | 7     |
| Total             | 24        | 16       | 40    |

## Medalhas

### Medalhistas
Estes foram os medalhistas desta edição:
| Medalha | Esporte   | Atleta             | Prova                          |
| ------- | --------- | ------------------ | ------------------------------ |
| Prata   | Natação   | Andrei Anghel      | Masculino – nado costas – 50m  |
| Bronze  | Natação   | Denis Popescu      | Masculino – nado costas – 100m |
| Bronze  | Atletismo | Mihai Sorin Dringo | Masculino – 400m               |

### Por modalidade
Estas foram as medalhas por modalidade nesta edição:
| Esporte   | Medalha de ouro | Medalha de prata | Medalha de bronze | Total de medalhas |
| --------- | --------------- | ---------------- | ----------------- | ----------------- |
| Natação   | 0               | 1                | 1                 | 2                 |
| Atletismo | 0               | 0                | 1                 | 1                 |
| Total     | 0               | 1                | 2                 | 3                 |